# Степан Малыгин (судно)
«Степан Малыгин» — научно-исследовательское судно Российской академии наук

## История
НИС «Степан Малыгин» построено в 1971 году в Финляндии.
В первый рейс судно вышло 6 января 1976 года и до 21 марта проводило акустико-океанологические исследования в Охотском, Филиппинском и Южно-Китайском морях по программе «Физика океана». Впервые одновременно измерялись тонкая структура акустических сигналов и параметры неоднородной морской среды (температура, солёность, скорость звука и течений), анализировалась их взаимосвязь. В ходе измерений был определён коэффициент отражения звукового сигнала от дна, исследована эффективность распространения сложных фазоманипулированных сигналов, изучены возможности когерентного восстановления сигналов, искаженных многолучевостью. Работами руководил кандидат физико-математических наук Шимлов Ю. С.
Во втором рейсе судна выполнялись две океанографические съемки южного потока Куросио в районе южного субарктического фронта. Обнаружены особенности связи между содержанием зоопланктона, слоя температурного скачка и положением звуко-рассеивающего слоя.

## Конструкция
Водоизмещение НИС «Степан Малыгин» — 1420 тонн, длина — 66,8 м; ширина — 11,9 м; осадка — 4,1 м, скорость хода — 13,9 узлов. Мощность главного дизельного двигателя RBVGM 358 (ФРГ, 1970) — 1 х 2471 кВт.